# Zogam
Zogam vol dir "Terra dels Zomi" i és el nom proposat per un estat dels zomi o mizo que inclouria a més del Mizoram els territoris poblats pels mizo a Myanmar, Manipur i altres llocs.